# Nekropolis (Vatikanstaten)

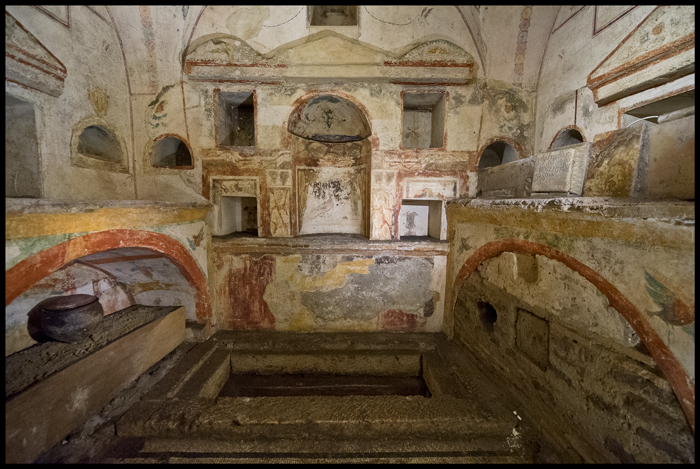
Gravkammare som ligger några meter från den plats där aposteln Petrus förmodas vara begravd.

Nekropolis i Vatikanstaten, också känt som Scavi, ligger under Sankt Peterskyrkan i Vatikanstaten på ett djup av mellan 5 och 12 meter. Under en av Vatikanen finansierad utgrävning av Peterskyrkan år 1940 till 1949 frigjordes delar av en nekropol från tiden för det romerska kejsardömet (27 f.Kr.–476 e.Kr.). Utgrävningen tog sin början efter att påve Pius XI så begärde. Han önskade bli begravd så nära som möjligt aposteln Petrus. Petrus antas ha blivit begravd där på grund av dess närhet till Neros cirkus där han led martyrdöden. På platsen finns förutom Petrus grav även Juliernas grav. Valvmosaiken dateras till 100- eller 200-talet e.Kr.
År 2003 upptäcktes ytterligare begravningsplatser i och med byggandet av en parkeringsplats. Vissa av gravplatserna har restaurerats, exempelvis under tiomånadersprojektet som omfattade Valeriernas mausoleum.